# 李克平
李克平（1956年4月—），男，汉族，陕西清涧人，中华人民共和国政治人物，曾任全国社会保障基金理事会副理事长，中国投资有限责任公司副董事长兼总经理。

## 生平
1992年7月至2001年6月，在国家体改委（后改为国务院体改办）工作。